# فرودگاه پوورتی والی
فرودگاه پوورتی والی (به انگلیسی: Poverty Valley Aerodrome) یک فرودگاه همگانی است که یک باند فرود چمن دارد و طول باند آن ۴۸۵ متر است. این فرودگاه در کشور کانادا قرار دارد و در ارتفاع ۷۴۰ متری از سطح دریا واقع شده است.